# Ekebergbanen
Ekebergbanen er en del af Oslos sporveje, der går fra Oslo Hospital til Ljabru, og som betjener kvartererne Jomfrubråten, Bekkelagshøgda med Holtet og Nordstrand. Den betjenes af linje 18 (Rikshospitalet-Ljabru) og 19 (Majorstuen-Ljabru), idet linje 18 dog ender i Holtet mellem myldretiderne mandag-lørdag.
Ekebergbanen har karakter af forstadsbane, da den fra Gamlebyen og opefter ligger i eget tracé udenom offentlig vej. Den går op over Ekebergåsens vestlige del i et karakteristisk bugtet forløb, der starter allerede nede ved Oslo Hospital. Oppe ved Holtet ligger der en remise og en vendesløjfe.

## Historie
Ekebergbanen blev bygget af A/S Ekebergbanen som en forlængelse af den såkaldte Oslolinjen (Gamlebylinjen) mellem Stortorvet og Oslo Hospital. A/S Ekebergbanen havde en aftale med Kristiania Sporveisselskab om at måtte benytte Oslolinjens spor mellem Oslo Hospital og Stortorvet.
Det første stykke af Ekebergbanen frem til Sæter blev åbnet 11. juni 1917. Der var dobbeltspor indtil Sjømannsskolen og enkeltspor videre til Sæter med vigespor i Holtet. I Holtet var der desuden remise og værksted. Banen blev bygget til drift med en spænding på 1200 volt, men materiellet kunne også køre på 600 V. Ekebergbanens vogne kunne derfor godt køre på bysporvejen, mens det omvendte ikke var muligt. I Oslo gate ved Kongsveien var der et strømløst stykke, der adskilte 600 V fra 1200 V.
Selskabet etablerede også egne buslinjer i begyndelsen af 1920’erne, Ankertorget-Abilsø og Sæter-Godheim. De blev senere slået sammen til linje 71, Østmarkruten, Østbanen-Sværsvann. Ekebergbanens busser var sølvgrå med en bred blå stribe under vinduerne.
I 1930-1931 blev dobbeltsporet forlænget til Kastellet. Stykket mellem Sportsplassen og Holtet blev taget i brug 16. januar 1930, og Holtet – Kastellet fulgte 12. februar 1931. Stykket fra Sjømannsskolen til Sportsplassen blev derimod først færdig 30. september 1931, da det krævede store omlægninger med sidespor til den nye Simensbråtenlinja.
Den nye sidestrækning tværs over Ekebergsletta til Simensbråten blev sat i drift i 1931. Den grenede fra ved Jomfrubåten og gik via Ekebergparken og Smedstua til Simensbråten, 5,3 km fra Jernbanetorget og 146,7 meter over havet. Det var planen at forlænge den videre via Brattlikollen ved Ryen til Lambertseter, deraf tilnavnet Ryenlinjen, men i praksis kom den aldrig længere end til Simensbråten. I 1967 blev Simensbråtenlinja nedlagt, året efter at Lambertseterbanen var blevet åbnet som T-bane til Manglerud.
I 1941 blev Ekebergbanen forlænget til Ljabru. Fra 1979 havde forlængelse dobbeltspor med undtagelse af broen over Nordstrandsveien. Først i 2014 kom der også dobbeltspor med anlæggelse af en ny bro, samtidig med at stoppestedet Sæter blev fornyet.
1. juli 1965 fik Ekebergbanen linjenummer 16, efter at drift og personale var blevet overtaget af Oslo Sporveier. Driften af A/S Ekebergbanens buslinjer var blevet overført allerede i 1953.
Ved overtagelsen blev det foreslået, at Ekebergbanen skulle nedlægges i efteråret 1967. Det førte til modstand blandt befolkningen, og i stedet blev linje 16 forlænget til Skøyen i 1969, så man kunne spare linje 8 mellem Østbanestasjonen og Skøyen væk. Efterfølgende kom der nye forslag om nedlæggelse, der førte til stor lokal modstand, alt imens banen trængte til fornyelse. Efter lange og hårde politiske diskussioner blev det besluttet at ombygge den til 600 V spænding og gøre den klar til at forbinde den med linje 9 mellem Østbanestasjonen og Jar. Ombygningen af strækningen gik i gang i 1973. 29. september 1974 kunne man så tage linje 9, Ekeberg-Lilleakerbanen, i brug med enmandsbetjente sporvogne af typen Gullfisk. Samme dag blev alle Ekebergsbanens resterende vogne udrangeret.
Der har været forslag om nedlæggelse flere gange siden, senest i 2002 hvor den blev reddet på Oslo Sporveiers generalforsamling.

## Fremtid
I 2014/2015 gik man i gang med at lægge sporvejsskinner på Dronning Eufemias gate i Bjørvika. Der er ønskeligt at forbinde den nye Bjørvikalinja med Ekebergbanen. Sker det via Bispegata – Oslo torg vil Gamlebylinjen (i dag Oslo gate – Schweigaards gate) kunne afvikles. Alternativt vil det kunne ske ved krydset Mosseveien/Oslo gate (syd for Oslo Hospital). I så fald vil Gamlebylinjen formentlig blive liggende, hvilket i princippet vil betyde at Ekebergbanens to linjer vil komme til at køre via hhv. Gamlebylinjen og Bjørvikalinjen.
I Oslopakke 3 er det vedtaget at forlænge Ekebergbanen til Hauketo. Der foreligger desuden en undersøgelse om hvor vidt banen også kan betjene Bjørndal, eventuelt også Gjersrud og Stensrud.